# København ved Vintertid
|  | Denne artikel er oprettet af botten PalnaBot ud fra en ekstern database. Den kan derfor have sproglige fejl eller mangler. Denne skabelon kan fjernes efter kontrol af indholdet. |

København ved Vintertid er en dokumentarfilm instrueret af V. Richter efter manuskript af Axel Ørsted.

## Handling
Rådhuspladsen i sne - Rensning af gaderne - Bortkørsel af sneen - Vagtparaden trækker op - Kanalerne - Havnen - Fisketorv og grønttorv - Skøjteløb på Peblingesøen - Frederiksberg Have - Fugleliv i parkerne - Vintersport i Dyrehaven - Fastelavn - Tøndeslagning i Store Magleby.